# 운호고등학교 축구단
운호고등학교 축구부는 충청북도 청주시에 위치한 운호고등학교의 축구부이다. 운호고등학교가 운영하는 축구부로 1973년에 창단 되었다.

## 참고 문헌
- “KFA 통합경기정보 시스템”. 대한축구협회.

## 같이 보기
- 운호고등학교